# Manuel Arruda Câmara
Manuel Arruda Câmara (Pombal, 1752 — Goiana, 2 de octubre de 1810), fue un religioso, médico e intelectual brasileño. Se hizo famoso como uno de los grandes botánicos de fines del siglo XVIII.

## Biografía
Hijo de Francisco Álvarez y de María Saraiva Câmara da Silva, provenía de una familia de cristianos nuevos, es decir, de judíos convertidos a la fuerza al cristianismo en la península ibérica y en la América española y portuguesa, por la persecución de la Santa Inquisición.
El 23 de noviembre de 1783 profesó la regla de los Carmelitas calzados en el Convento de Goiás, en Pernambuco. Más tarde Manuel Arruda Cámara y su hermano, de nombre Francisco, como su padre, viajó a Europa a estudiar. Se graduó en Filosofía Natural por la Universidad de Coímbra y más tarde recibió su licenciatura en Medicina en la Universidad de Montpellier, en Francia.
Regresó en 1793 a Pernambuco, estableciéndose en Goiás, acusado por la Corona Portuguesa a hacer varios levantamientos de los naturales del nordeste de Brasil:
- entre marzo de 1794 y septiembre de 1795, hizo una expedición mineralógica entre Pernambuco y Piauí, descrubriendo la presencia de varios minerales;
- entre diciembre de 1797 y julio de 1799, hizo el recorrido entre Paraíba y Ceará;
- Realizó viajes al Río San Francisco.

Entre estas expediciones científicas, realizó estudios mineralógicos, botánicos y zoológicos. Redactó escritos acerca de la agricultura y la flora de Pernambuco (Ciento dos nuevos géneros y especies de plantas de Pernambuco), que contiene los dibujos hechos por él mismo y por João Ribeiro de Mello Montenegro.
Como masón, en 1796 fue uno de los fundadores de la primera tienda masónica de Brasill -  el Areópago de Itambé (Pernambuco), cuyas ideas de carácter liberal influyeron en la supuesta Conspiración de los Suassuna (1801).

## Obras
- Aviso aos lavradores sobre a suposta fermentação de qualquer qualidade de grãos ou pevides para aumento da colheita, Lisboa, 1792
- A memória sobre a cultura do algodoeiro, 1797
- Dissertação sobre as plantas do Brasil, 1810
- Discurso sobre avitalidade da instituição de jardins nas principais províncias do país, 1810
- Memórias sobre o algodão de Pernambuco, Lisboa, 1810
- Memórias sobre as plantas de que se podem fazer baunilha no Brasil, (memórias da Academia Real das Ciências de Lisboa, v.40, 1814)
- Tratado de Agricultura
- Tratado da lógica

## Honores
- João Pessoa, capital paraibana, un parque zoobotánico con su nombre, Parque Arruda Cámara, popularmente conocida como "Bica"

### Epónimos
El género Arrudea (A.St.-Hil. & Cambess.) Benth de la familia Clusiaceae ha sido nombrado en su honor

## Actividades como masón
- lídia Besouchet. José Maria Paranhos: Visconde do Río Branco: ensaio histórico-biográfico/ Tradução de Vera Mourão - Río de Janeiro:Nova Fronteira;[Brasília]: INL, 1985

- La abreviatura «Arruda» se emplea para indicar a Manuel Arruda Câmara como autoridad en la descripción y clasificación científica de los vegetales.[4]